# Alojz Colja
Alojz Colja, slovenski veslač, * 21. maj 1943, Bled.
Colja je za Jugoslavijo nastopil na Poletnih olimpijskih igrah 1964 v Tokiu, kjer je veslal v osmercu, ki je na teh igrah osvojil 4. mesto.
Leta 2012 je bil kot član osmerca z Olimpijskih iger 1964 sprejet v Hram slovenskih športnih junakov.